# 실향민

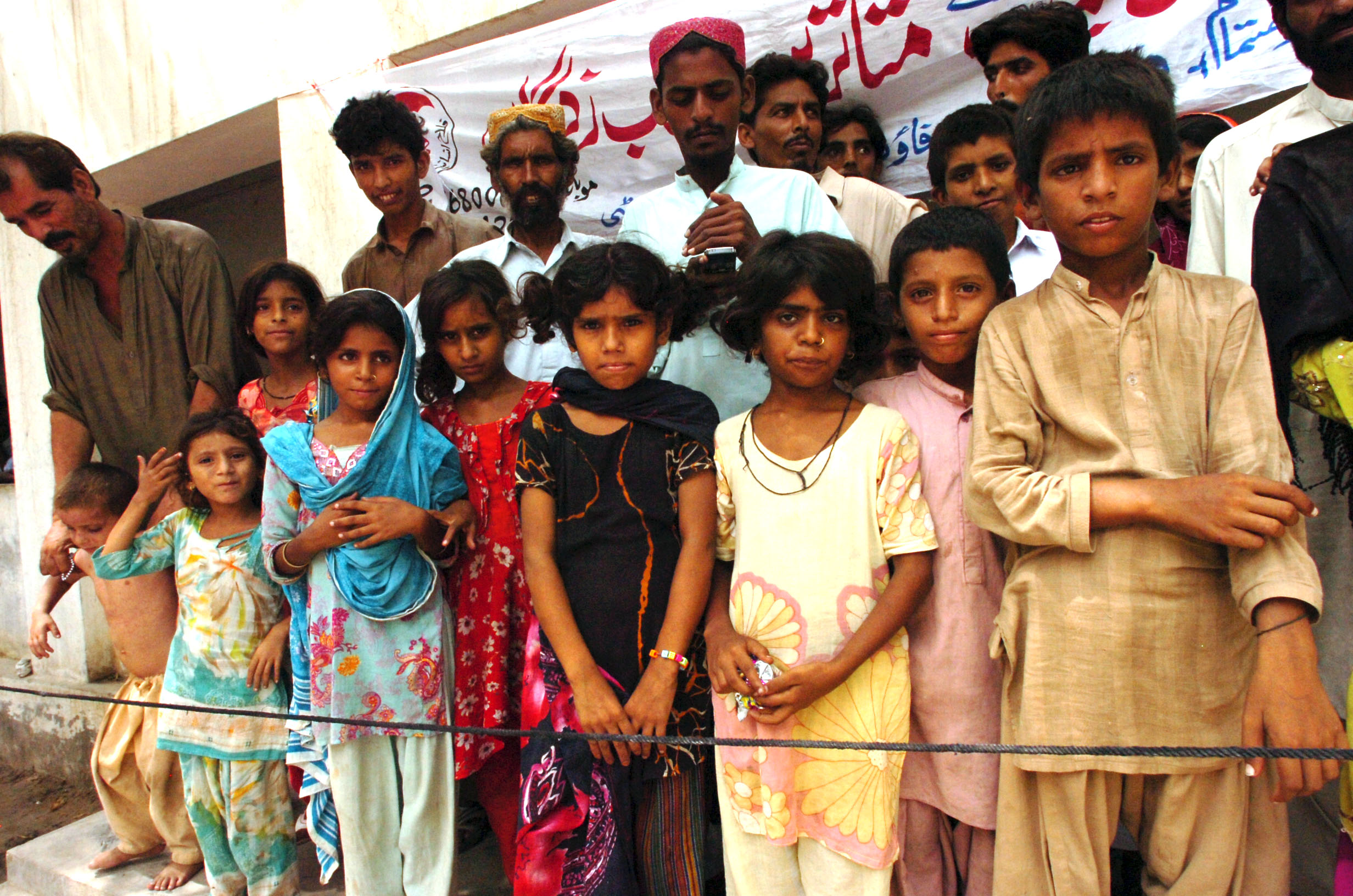

실향민(失鄕民)은 고향을 떠난 후 고향에 자유로이 돌아갈 길이 막힌 사람들이다. 난민도 포함된다.

## 한국의 실향민
한국의 분단과 한국 전쟁으로 인해 일부 사람들은 자신들의 고향으로 돌아갈 수 없게 되었다. 대한민국에서의 실향민은 조선민주주의인민공화국이 통치하는 북한에 고향을 둔 사람들이며, 조선민주주의인민공화국에서의 실향민은 대한민국이 통치하는 남한에 고향을 둔 사람들이다.
일부 사람들은 자신의 고향이 자신이 거주하는 진영의 지배에 놓이긴 했지만 한반도 비무장 지대나 비무장 지대에 이웃한 민간인통제지역에 속해 고향에 돌아갈 수 없게 되었다. 최근에는 허가를 받아서 비무장 지대에 있는 고향을 방문하는 경우도 있다.
실향민 가운데엔 원래의 고향과 최대한 가까운 곳에 정착한 경우도 많이 있다. 함경도나 북한 강원도 출신이 부산이나 거제도까지 피난을 가고 나서 속초시 등지로 복귀한 사람도 많이 있다. 속초시의 아바이마을이 유명하다.
고향이 휴전선 이북이나 비무장지대에 있는 사람이 한국 전쟁 이전에는 고향마을과 같은 군이었던 지역에 민간인 거주가 허용되면서 그곳으로 복귀한 경우도 있다. 철원군에는 평강군 출신의 실향민도 많이 살고 있으며, 철원군의 김화 지역에는 북한측 김화군이나 김화 지역 남측 비무장지대가 고향인 사람도 많이 살고 있다. 평강군이었던 지역인 정연리에는 1970년대 민간인이 입주하게 되면서 북한측 평강군이 고향인 실향민이 많이 정착하였다.
전쟁과 관계 없이 고향이 댐에 수몰되어 고향에 방문할 수 없게 된 사람들도 있다. 가뭄이 들어 고향이 뭍으로 드러나면 실향민들이 고향을 방문하는 행사가 종종 열린다.

## 중국의 실향민
중국 대륙에서 벌어진 국공 내전으로 인해 분단된 중화민국과 중화인민공화국도 실향민이 발생하였다. 실향민은 대체로 타이완 등 도서 지역으로 피난한 사람들 뿐이며, 당초 중화민국 정부는 주민들의 본토 방문을 금지하였으나, 1987년 10월 15일에 처음으로 중화인민공화국으로의 방문이 허용되었다.

## 일본의 실향민
후쿠시마 제1 원자력 발전소 사고로 인해 고향을 떠난 도미오카, 오쿠마, 후타바, 나미에, 가쓰라오 주민들은 높은 방사능으로 인해 고향으로 돌아가지 못하게 되었다.

## 러시아의 실향민
러시아의 경우, 1991년 하반기 들어 소련의 붕괴에 따라 우크라이나, 벨라루스, 아르메니아, 몰도바, 리투아니아, 아제르바이잔, 키르기스스탄, 카자흐스탄, 우즈베키스탄, 조지아, 에스토니아, 라트비아 등 소련 해체 이후 생긴 14개 신생 국가가 생겨나면서 각국에 흩어진 이산가족들이 비대해진 것으로 보인다.

## 독일의 실향민
독일은 1945년 동서독으로 분단되었을 당시, 양쪽 모두 실향민이 많이 발생되어 있었지만 1990년 동서독 통일이 이루어져 이로 인한 실향민은 사라졌다.

이와는 별개로, 2차 대전 후에 오데르-나이세 선 동쪽 지방에서 추방당한 실향민들이 다수 존재한다.

## 키프로스의 실향민
키프로스는 영국 연방 회원국이지만, 그리스와 터키 두 계통의 민족 분열로 생긴 실향민이 일어나는 경우가 많다.

## 시리아의 실향민
시리아는 시리아 내전과 IS 공습 여파로 인해 이 지역 주민들이 대거 고향 곁으로 돌아오지 못하는 등 테러 세력으로 인해 다른 지역으로 피난, 이민을 가는 경우가 무척 많다.

## 폴란드의 실향민
폴란드의 경우, 2차대전 이후 소련에 할양된 영토에서 추방당한 실향민들이 존재한다. 이들은 대체로 전후 독일로부터 할양받은 영토에 정착하였다. 지금도 독일, 러시아 등 폴란드와 사이가 나쁜 나라로 흩어지는 경우가 있던 것으로 보이며 일부는 아예 미국, 덴마크 등 타지로 이민을 떠나는 이들도 있다.

## 같이 보기
- 국내실향민
- 이산 가족